# 格拉西亚·阿隆索·德阿米尼奥
格拉西亚·阿隆索·德阿米尼奥·里亚尼奥（西班牙語：Gracia Alonso de Armiño Riaño，1992年8月11日—），西班牙女子篮球运动员。她曾代表西班牙参加2024年夏季奥林匹克运动会女子三人篮球比赛，获得一枚银牌。